# Orthoporidroides robusta
Orthoporidroides robusta is een mosdiertjessoort uit de familie van de Celleporidae. De wetenschappelijke naam van de soort is voor het eerst geldig gepubliceerd in 1981 door Moyano.